# Fantasies d'un escriptor
Fantasies d'un escriptor (originalment en francès, Tromperie; difosa internacionalment com a Deception) és una pel·lícula dramàtica francesa del 2021, dirigida per Arnaud Desplechin, a partir d'un guió del mateix Desplechin i de Julie Peyr. Es basa en la novel·la homònima de Philip Roth. És protagonitzada per Denis Podalydès, Léa Seydoux, Anouk Grinberg, Emmanuelle Devos, Rebecca Marder i Madalina Constantin. S'ha doblat i subtitulat al català.
Es va estrenar al Festival de Canes el 13 de juliol de 2021. Es va estrenar als cinemes el 8 de desembre de 2021 amb la distribució de Le Pacte.

## Repartiment
- Denis Podalydès com a Philip
- Léa Seydoux com a l'amant anglesa
- Anouk Grinberg com l'esposa
- Emmanuelle Devos com a Rosalie
- Rebecca Marder com l'estudiant
- Madalina Constantin com la txeca